# 沃夫 (卢瓦-谢尔省)
沃夫（法語：Veuves，法語發音：[vœv]）是法国卢瓦-谢尔省的一个旧市镇，属于布卢瓦区。2017年，沃夫与市镇翁赞合并为新市镇卢瓦尔河畔沃赞。

## 地理
沃夫（47°28'17"N, 1°7'29"E）面积8.07 平方千米，位于法国中央-卢瓦尔河谷大区卢瓦-谢尔省，该省份为法国中北部省份，北起厄尔-卢瓦省，东北接卢瓦雷省，东南接谢尔省，南至安德尔省，西南接安德尔-卢瓦尔省，西北接萨尔特省。
与沃夫接壤的市镇（或旧市镇、城区）包括：康热、莫讷、卢瓦尔河畔肖蒙、蒙托、翁赞、卢瓦尔河畔里伊。

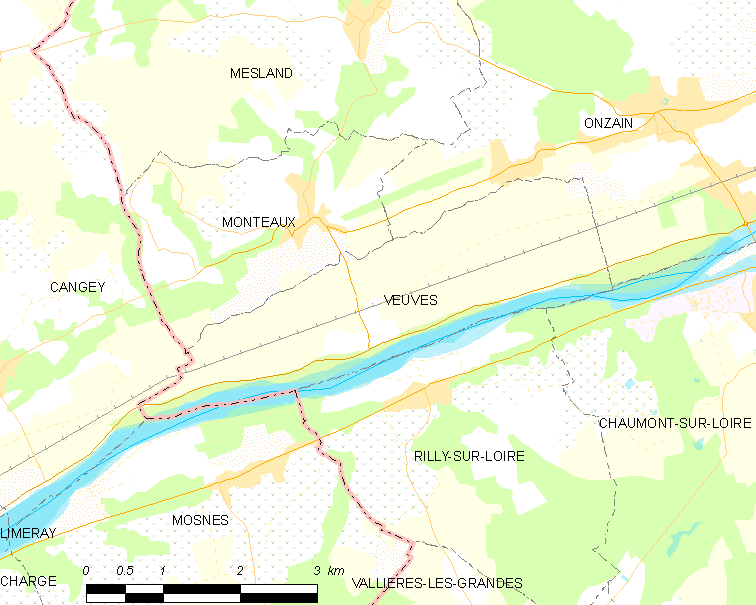
的OSM定位图

沃夫的时区为UTC+01:00、UTC+02:00（夏令时）。

## 行政
沃夫的邮政编码为41150，INSEE市镇编码为41272。

## 政治
沃夫所属的省级选区为卢瓦尔河畔沃赞县。

## 人口

1962-2008年间人口变化图示

沃夫于2018年1月1日时的人口数量为207人。